# أوليوتي (كيركيرا)
أوليوتي (Αυλιώται) هي مدينة في كيركيرا في مقاطعة كينتريكي إلادا في اليونان.
يبلغ عدد سكانها حوالي 1100   نسمة.